# Camillo de Simeoni
Camillo de Simeoni (Benevento, 13 december 1737 – Sutri, 2 januari 1818) was een Italiaans kardinaal en tegenstander van het napoleontisch bestuur in de Kerkelijke Staat. 

## Levensloop
De Simeoni groeide op in een adellijke familie in Benevento, wat toen een stad was in het koninkrijk Napels. Hij studeerde kerkelijk recht en burgerlijk recht (Latijn: utroque iure) en deed dit zowel in het priesterseminarie van Benevento als aan de universiteit Sapienza in Rome. In 1771 behaalde hij de graad van doctor in de beide rechten. Hij ging werken in de kerkelijke dienst die de Index opstelde, in opdracht van meerdere kardinalen.
In 1782 verkoos het bisdom Sutri en Nepi, in Latium (Kerkelijke Staat) De Simeoni tot hun bisschop. Paus Pius VI ging akkoord. In snel tempo kreeg hij de lagere wijdingen, de priesterwijding en de bisschopswijding in Rome. Hij nam zijn intrek zowel in het bisschoppelijk paleis van Sutri als het bisschoppelijk paleis van Nepi. In 1784 ontving hij de eretitel van bisschop-assistent bij de pauselijke troon. 
Met de inval van de Franse troepen in de Kerkelijke Staat ontplooide bisschop De Simeoni een openlijke anti-Franse houding. Hij bekritiseerde de Romeinse Republiek die tijdelijk in de plaats kwam van de Pauselijke Staat, waartoe zijn bisdom behoorde. Bisschop De Simeoni kwam in de gevangenis terecht; de bevolking van Nepi kwam in opstand, wat de Fransen beantwoordden met brandstichtingen in het bisschoppelijk paleis en kathedraal (1798). Napoleon Bonaparte schafte het bisdom Sutri en Nepi af (1810) en stuurde bisschop De Simeoni in ballingschap eerst naar Belley, en later naar Nice. 
In 1814 keerde De Simeoni terug naar Sutri en Nepi; het bisdom werd hersteld. In 1816 ontving hij van paus Pius VII, die zelf ook uit Franse ballingschap kwam, de kardinaalshoed. De Simeoni was kardinaal-priester van de San Giovanni a Porta Latina-kerk in Rome. 
Hij stierf in zijn paleis in Sutri in 1818, waarna zijn rijkdom werd verdeeld onder de behoeftigen van Latium volgens zijn testament.

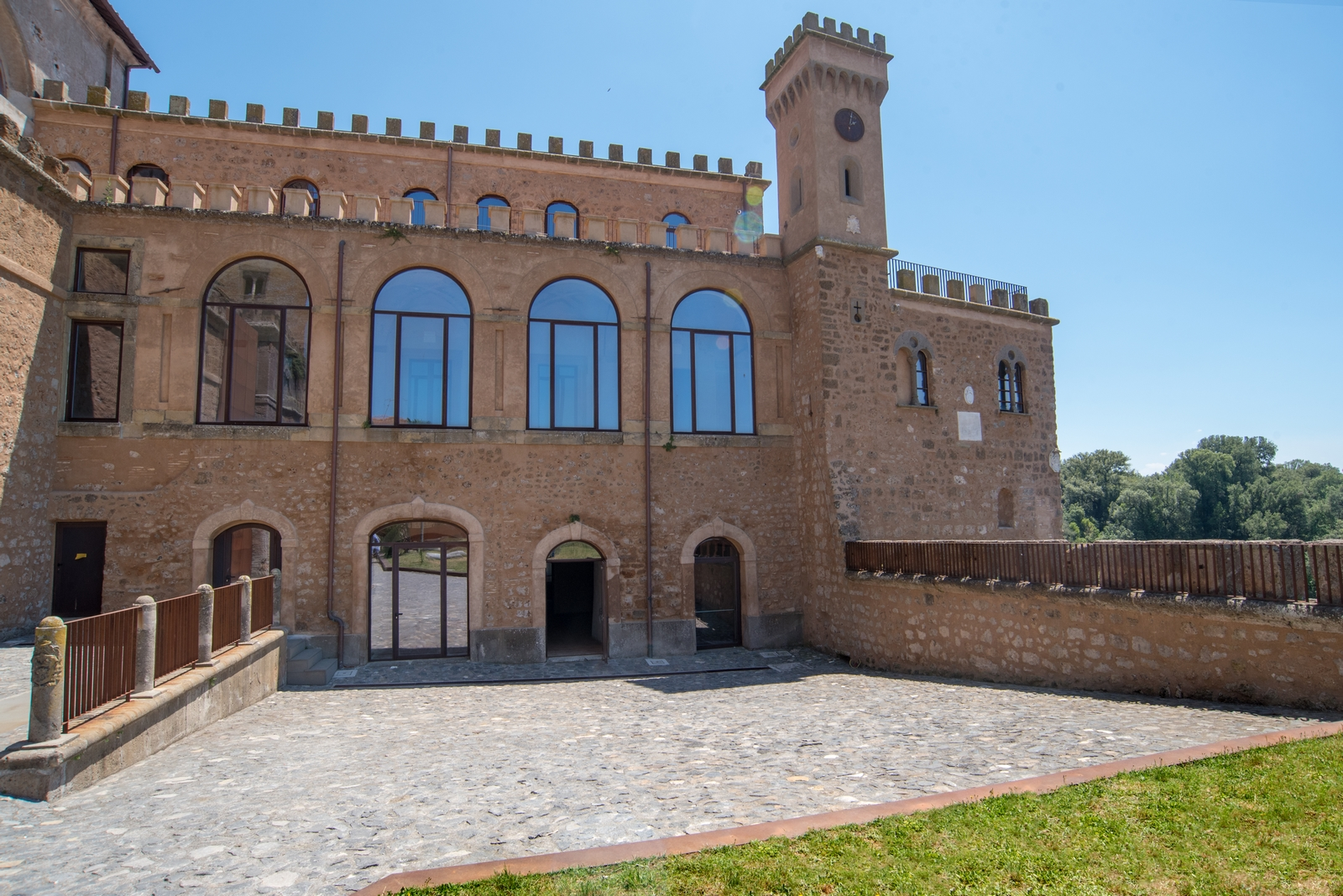
Voormalig bisschoppelijk paleis van Sutri
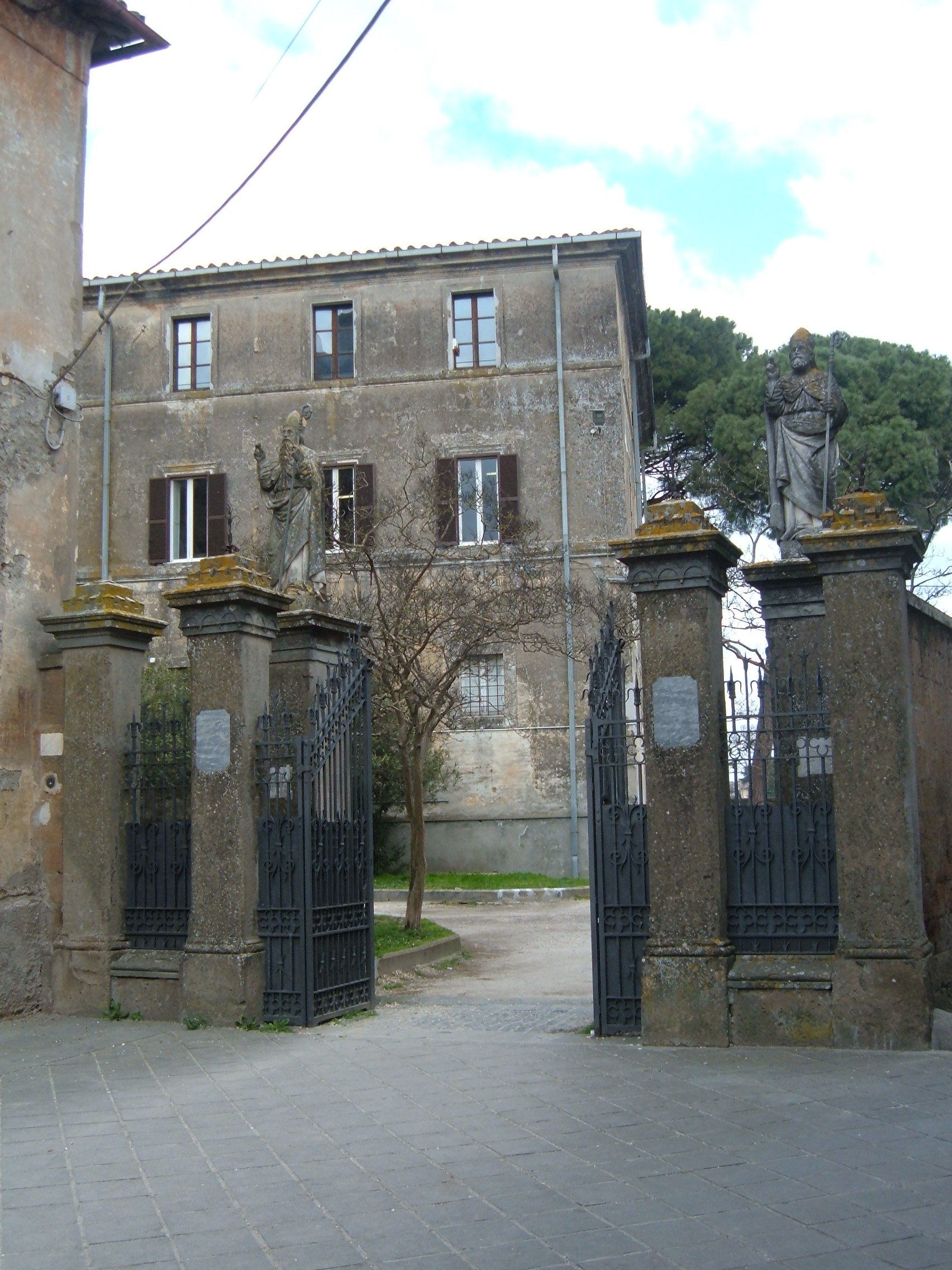
Voormalig bisschoppelijk paleis van Nepi